# Saint-Palais (Pyrénées-Atlantiques)
Pour les articles homonymes, voir Saint-Palais.
Saint-Palais (en basque: Donapaleu) est une commune française située dans le département français des Pyrénées-Atlantiques, en région Nouvelle-Aquitaine. La ville est située au cœur de l'ancien Royaume de Navarre, dont Pau est la capitale depuis 1521. Bordée par la Bidouze et la Joyeuse, elle est à 60 km de Bayonne, 85 km de Pau et à 40 km de l'Espagne. Cette situation d'enclave « pratique » lui offre une économie locale riche et diversifiée et un panorama remarquable de services publics.
Les itinéraires modernes de la via Podiensis et de la via Lemovicensis du pèlerinage de Saint-Jacques-de-Compostelle passent par cette localité. Première localité du chemin traversée en Navarre, elle est parfois considérée[Par qui ?] comme le début du Camino navarro, voire du Camino francés[réf. nécessaire].

## Géographie

### Localisation
La commune de Saint-Palais se trouve dans le département des Pyrénées-Atlantiques, en région Nouvelle-Aquitaine.
Elle se situe à 88 km par la route de Pau, préfecture du département, et à 57 km de Bayonne, sous-préfecture.
Les communes les plus proches sont : 
Aïcirits-Camou-Suhast (1,3 km), Béhasque-Lapiste (1,9 km), Garris (2,7 km), Amendeuix-Oneix (3,0 km), Arbérats-Sillègue (3,4 km), Luxe-Sumberraute (4,0 km), Beyrie-sur-Joyeuse (4,2 km), Larribar-Sorhapuru (4,2 km).
Sur le plan historique et culturel, Saint-Palais fait partie de la province de la Basse-Navarre, un des sept territoires composant le Pays basque,. La Basse-Navarre en est la province la plus variée en ce qui concerne son patrimoine, mais aussi la plus complexe du fait de son morcellement géographique. Depuis 1999, l'Académie de la langue basque ou Euskalzaindia divise la Basse-Navarre en six zones,. La commune est dans le pays de Mixe (Amikuze), au nord-est de ce territoire.

### Communes limitrophes
Les communes limitrophes sont Aïcirits-Camou-Suhast, Amendeuix-Oneix, Béhasque-Lapiste, Beyrie-sur-Joyeuse, Larribar-Sorhapuru, Orsanco et Uhart-Mixe.
| Amendeuix-Oneix    | Aïcirits-Camou-Suhast |                    |
| Beyrie-sur-Joyeuse | Saint-Palais          | Béhasque-Lapiste   |
| Orsanco            | Uhart-Mixe            | Larribar-Sorhapuru |

### Hydrographie

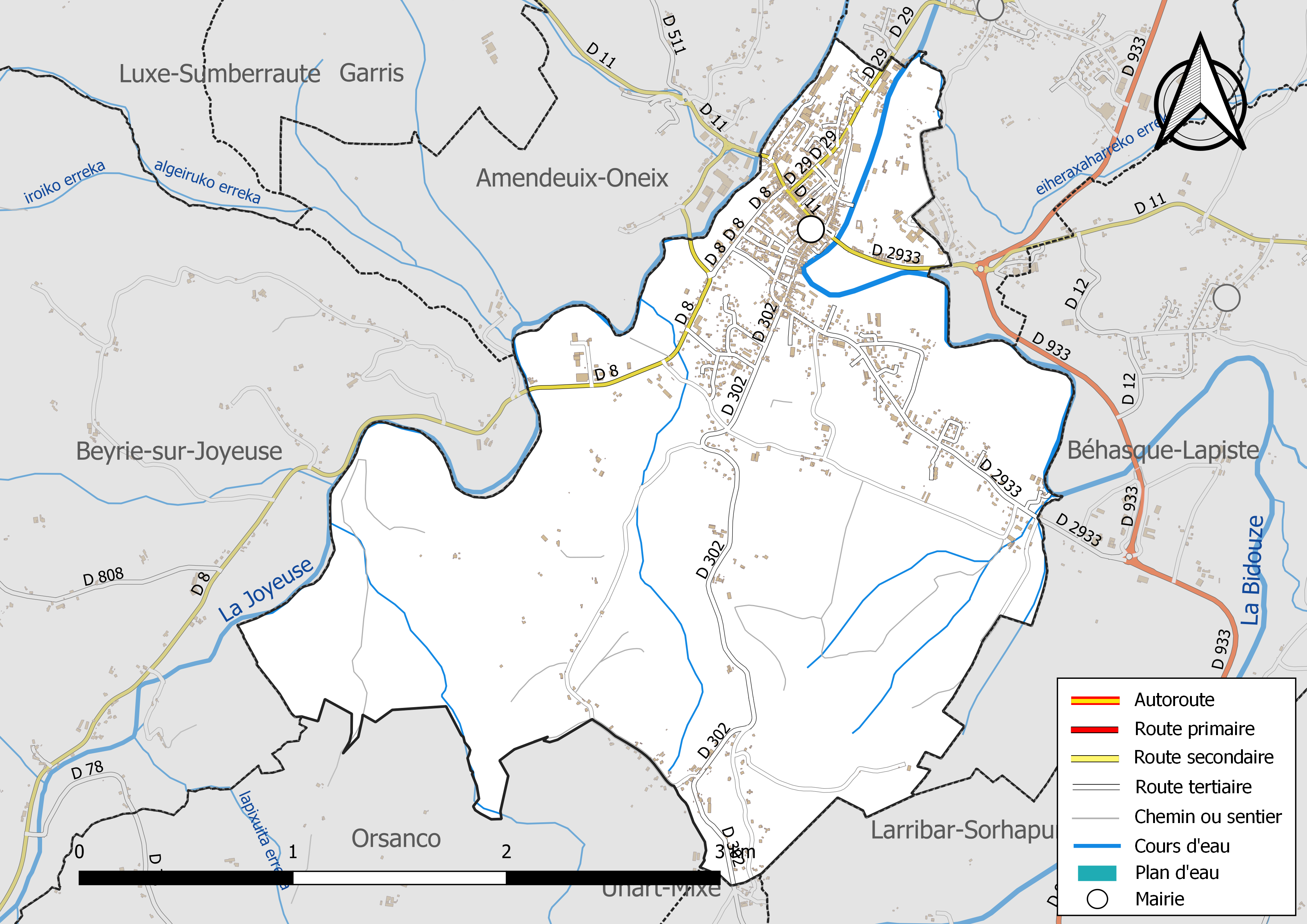
Réseaux hydrographique et routier de Saint-Palais.

La commune est drainée par la Bidouze, la Joyeuse, Algeiruko erreka, Eiheraxaharreko erreka, et par divers petits cours d'eau, constituant un réseau hydrographique de 11 km de longueur totale,.
La Bidouze, d'une longueur totale de 82,2 km, prend sa source dans la commune d'Aussurucq et s'écoule du sud vers le nord. Elle traverse la commune et se jette dans l'Adour à Guiche, après avoir traversé 26 communes.
La Joyeuse, d'une longueur totale de 26,7 km, prend sa source dans la commune d'Iholdy et s'écoule vers le nord-est. Elle traverse la commune et se jette dans la Bidouze à Amendeuix-Oneix, après avoir traversé 7 communes.

### Climat
Pour des articles plus généraux, voir Climat de la Nouvelle-Aquitaine et Climat des Pyrénées-Atlantiques.
Historiquement, la commune est exposée à un micro climat océanique basque.
En 2020, Météo-France publie une typologie des climats de la France métropolitaine dans laquelle la commune est exposée à un climat de montagne et est dans la région climatique Pyrénées atlantiques, caractérisée par une pluviométrie élevée (>1 200 mm/an) en toutes saisons, des hivers très doux (7,5 °C en plaine) et des vents faibles.
Pour la période 1971-2000, la température annuelle moyenne est de 13,8 °C, avec une amplitude thermique annuelle de 13,4 °C. Le cumul annuel moyen de précipitations est de 1 370 mm, avec 12,5 jours de précipitations en janvier et 8,4 jours en juillet. Pour la période 1991-2020, la température moyenne annuelle observée sur la station météorologique la plus proche, située sur la commune d'Aïcirits-Camou-Suhast à 1 km à vol d'oiseau, est de 14,3 °C et le cumul annuel moyen de précipitations est de 1 219,1 mm,. Pour l'avenir, les paramètres climatiques de la commune estimés pour 2050 selon différents scénarios d’émission de gaz à effet de serre sont consultables sur un site dédié publié par Météo-France en novembre 2022.

### Milieux naturels et biodiversité

#### Réseau Natura 2000
Le réseau Natura 2000 est un réseau écologique européen de sites naturels d'intérêt écologique élaboré à partir des Directives « Habitats » et « Oiseaux », constitué de zones spéciales de conservation (ZSC) et de zones de protection spéciale (ZPS).
Un site Natura 2000 a été défini sur la commune au titre de la « directive Habitats » : « la Bidouze (cours d'eau) », d'une superficie de 2 570 ha, un vaste réseau hydrographique drainant les coteaux du Pays basque,.
La faune aquatique comprend notamment l'écrevisse à pattes blanches, le saumon atlantique, le Rat-trompette, le Vison d'Europe, le Toxostome, un poisson d'eau douce ainsi que la Trichomanès remarquable, une espèce de fougère.

#### Zones naturelles d'intérêt écologique, faunistique et floristique
L’inventaire des zones naturelles d'intérêt écologique, faunistique et floristique (ZNIEFF) a pour objectif de réaliser une couverture des zones les plus intéressantes sur le plan écologique, essentiellement dans la perspective d’améliorer la connaissance du patrimoine naturel national et de fournir aux différents décideurs un outil d’aide à la prise en compte de l’environnement dans l’aménagement du territoire.
Une ZNIEFF de type 2 est recensée sur la commune, : 
le « réseau hydrographique de la Bidouze et annexes hydrauliques » (2 867,4 ha), couvrant 30 communes dont 1 dans les Landes et 29 dans les Pyrénées-Atlantiques.

## Urbanisme

### Typologie
Au 1er janvier 2024, Saint-Palais est catégorisée bourg rural, selon la nouvelle grille communale de densité à sept niveaux définie par l'Insee en 2022.
Elle appartient à l'unité urbaine de Saint-Palais, une agglomération intra-départementale regroupant trois  communes, dont elle est ville-centre,,. Par ailleurs la commune fait partie de l'aire d'attraction de Saint-Palais, dont elle est la commune-centre,. Cette aire, qui regroupe 25 communes, est catégorisée dans les aires de moins de 50 000 habitants,.

### Occupation des sols

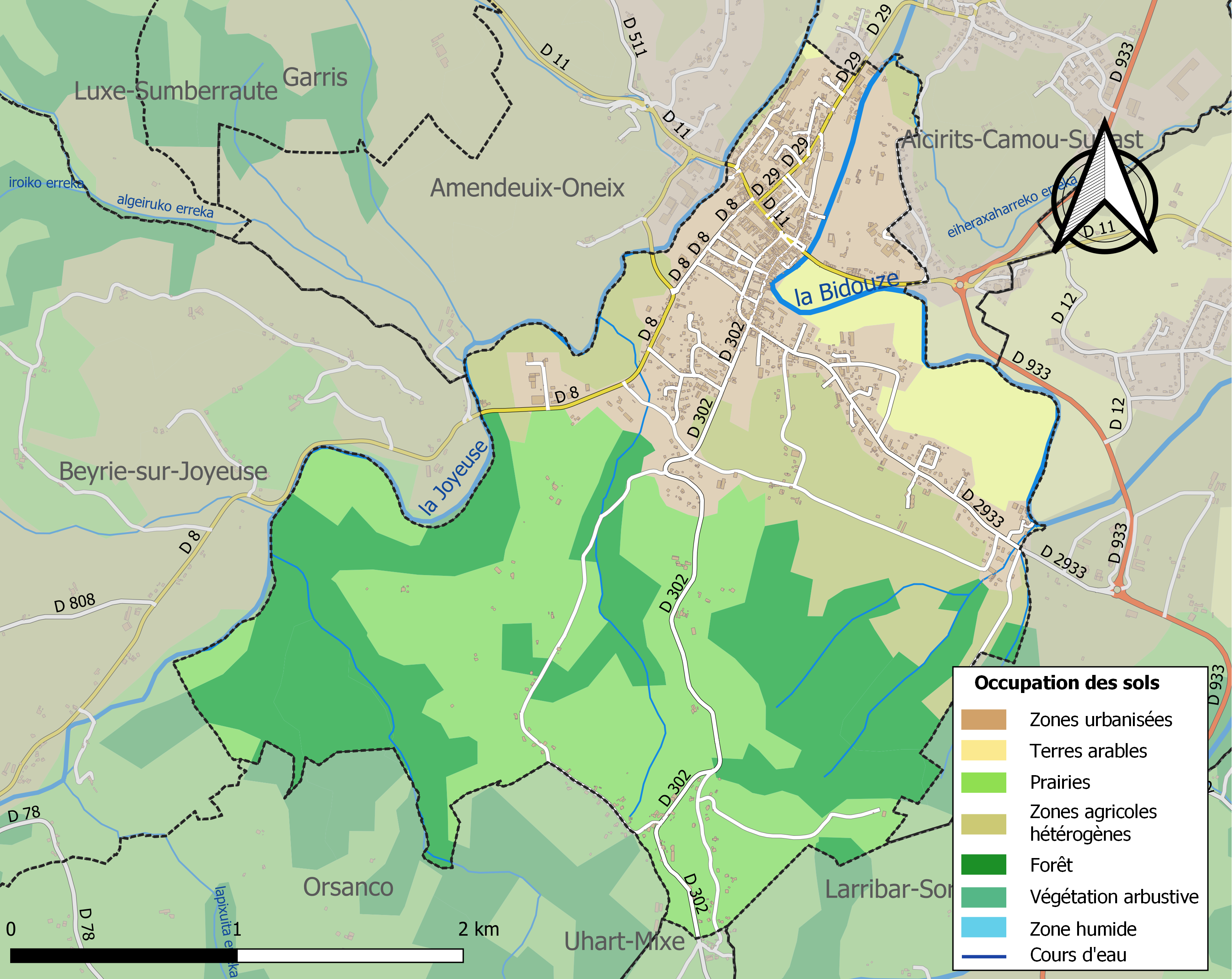
Carte des infrastructures et de l'occupation des sols de la commune en 2018 (CLC).

L'occupation des sols de la commune, telle qu'elle ressort de la base de données européenne d’occupation biophysique des sols Corine Land Cover (CLC), est marquée par l'importance des territoires agricoles (51,2 % en 2018), en diminution par rapport à 1990 (56 %). La répartition détaillée en 2018 est la suivante : 
prairies (30,7 %), forêts (27 %), zones urbanisées (21,8 %), zones agricoles hétérogènes (14,5 %), terres arables (6,1 %). L'évolution de l’occupation des sols de la commune et de ses infrastructures peut être observée sur les différentes représentations cartographiques du territoire : la carte de Cassini (XVIIIe siècle), la carte d'état-major (1820-1866) et les cartes ou photos aériennes de l'IGN pour la période actuelle (1950 à aujourd'hui).

### Lieux-dits et hameaux
La commune de Saint-Palais est selon l'IGN composée des lieudits suivants :
- Berrogain Dupré ;
- Gibraltar ;
- Saint-Jayme ;
- Xobatenea.

### Voies de communication et transports
La sortie 4 de l'autoroute A64 dessert Saint-Palais, point de confluence des routes D 8, D 11, D 302, D 511 D 933 et D 2933.
Des services de cars (autocars Hiruak-Bat, SNCF et Bidegain) relient Saint-Palais à Saint-Jean-Pied-de-Port (et Bayonne), Dax et Orthez.

### Risques majeurs
Le territoire de la commune de Saint-Palais est vulnérable à différents aléas naturels : météorologiques (tempête, orage, neige, grand froid, canicule ou sécheresse), inondations, feux de forêts et séisme (sismicité moyenne). Un site publié par le BRGM permet d'évaluer simplement et rapidement les risques d'un bien localisé soit par son adresse soit par le numéro de sa parcelle.
Certaines parties du territoire communal sont susceptibles d’être affectées par le risque d’inondation par une crue torrentielle ou à montée rapide de cours d'eau, notamment la Bidouze et la Joyeuse. La commune a été reconnue en état de catastrophe naturelle au titre des dommages causés par les inondations et coulées de boue survenues en 1982, 1983, 2007, 2008, 2009, 2013 et 2014,.
Saint-Palais est exposée au risque de feu de forêt. En 2020, le premier plan de protection des forêts contre les incendies (PDPFCI) a été adopté pour la période 2020-2030. La réglementation des usages du feu à l’air libre et les obligations légales de débroussaillement dans le département des Pyrénées-Atlantiques font l'objet d'une consultation de public ouverte du 16 septembre au 7 octobre 2022,.

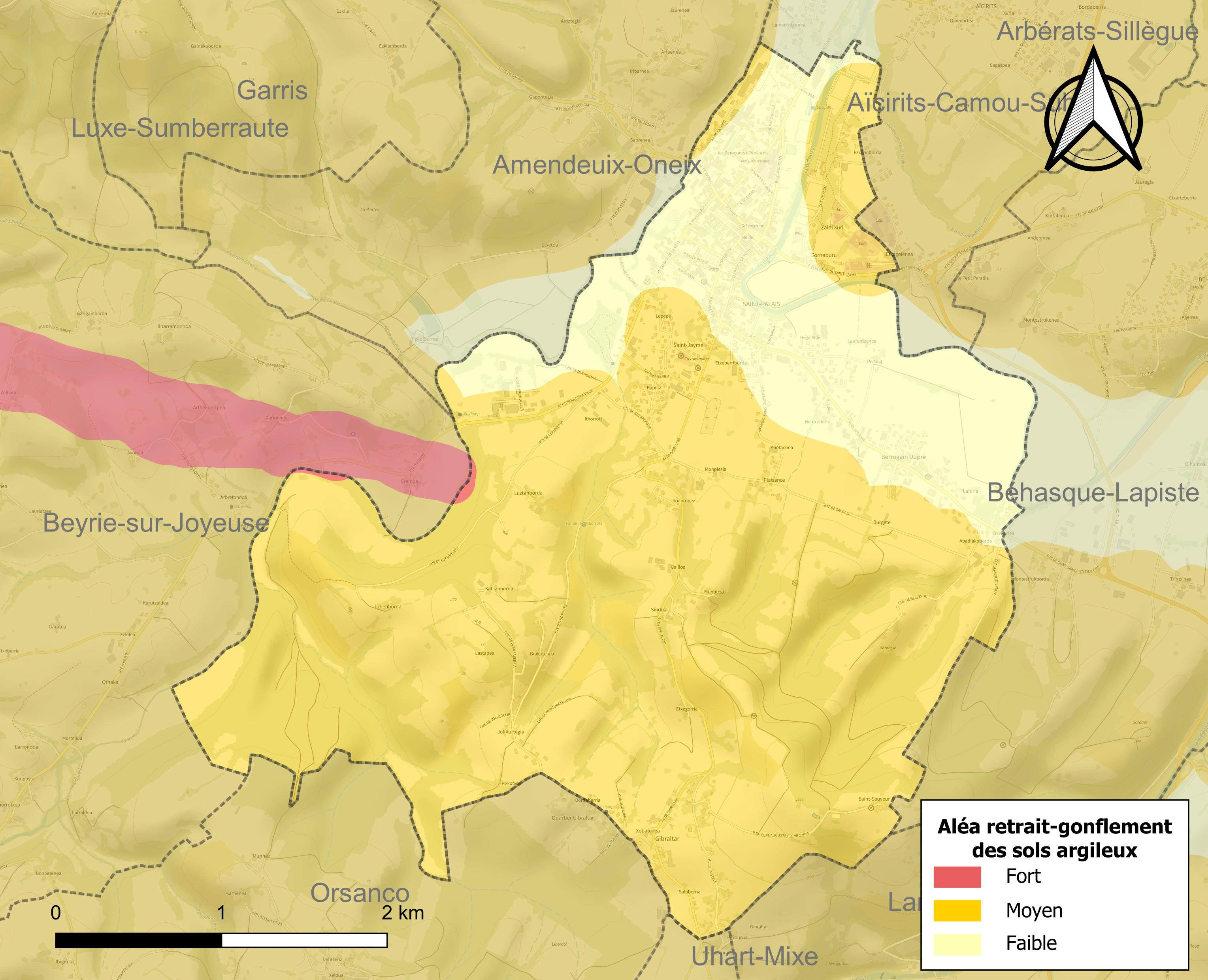
Carte des zones d'aléa retrait-gonflement des sols argileux de Saint-Palais.

Le retrait-gonflement des sols argileux est susceptible d'engendrer des dommages importants aux bâtiments en cas d’alternance de périodes de sécheresse et de pluie. 78,2 % de la superficie communale est en aléa moyen ou fort (59 % au niveau départemental et 48,5 % au niveau national). Depuis le 1er octobre 2020, en application de la loi ELAN, différentes contraintes s'imposent aux vendeurs, maîtres d'ouvrages ou constructeurs de biens situés dans une zone classée en aléa moyen ou fort,.

## Toponymie

### Mentions anciennes
Le toponyme Saint-Palais apparaît sous les formes Sanctus Pelagius (1160), Sant Peray (1249), Sant Pelay (1264, 1350 et 1413), Sent-Palay (1385, notaires de Navarrenx), Sent-Palays (1474, titres de Lahonce), Sant-Pelay (1513, titres de Pampelune), Donapalaio (1643),
S-Palais (1650) et Mont-Bidouze (1793).
Le nom de la ville vient de San Palay en souvenir de Pelayo (saint Pélage de Cordoue), un jeune adolescent martyrisé à Cordoue en 926.
Ahetze, ancien fief dépendant du royaume de Navarre sur la commune de Saint-Palais est mentionné en 1863 par le dictionnaire topographique Béarn-Pays basque. Jean-Baptiste Orpustan indique qu'Ahetze provient d'« aiz », « pierre » et par extension « hauteur rocheuse ».
Également situé sur la commune, « Anguélu », fief vassal du royaume de Navarre, est mentionné sous la forme Angulue (1376, montre militaire de Béarn).
Agotéta, hameau de Saint-Palais, provient, selon Paul Raymond, des Agots ou cagots.

### Gentilé
Les habitants de Saint-Palais s'appellent Donapaleutar en basque et Saint-Palaisins en français.

## Histoire
Saint-Palais est une fondation royale navarraise, une ville neuve ou iriberri, vraisemblablement du début du XIIIe siècle. Elle est dotée d'un for mentionné dans des documents du XIVe siècle. L'ancien village avec un manoir seigneurial appelé la salle de Sent Palay se dote de murailles, portes et fossés.
La ville est bâtie sur un promontoire rocheux dominant la Bidouze. Sa rue unique, la Rue Royale, est alors bordée de remparts et d'un  fossé à l'ouest, l'est étant protégé par les contreforts de la Bidouze. Cette rue est l'actuelle rue du palais de justice. L’extension de la ville a suivi cette rue unique en direction du nord, le long de la rivière, jusqu'à la limite de la zone inondable (rue de la Bidouze). Cette extension était un quartier populaire.
Charles II de Navarre, en 1351, fit bénéficier la ville d'un grand privilège : il l'autorisa à battre monnaie et fit installer un atelier monétaire, l'un des quatre existant au royaume de Navarre avec Pampelune, Monreal et Saint-Jean-Pied-de-Port. L'atelier cesse de fonctionner au XVe siècle. Il est rétabli par Henri III en 1578 et ferme de nouveau en 1654. Il est rouvert en 1663 et définitivement fermé quelques années plus tard.
Jean d'Albret la dota en 1472 de foires qui demeurent : marché du vendredi, marché aux agneaux les mercredis d'hiver, foire aux chevaux le lundi de Pâques. Leur création se fait aux dépens de celles de Garris.
En 1521, défait par les castillans à la bataille de Noain, Henri II installe la capitale du Royaume de Navarre à Saint-Palais. Il fonde les États généraux de Navarre en 1523 et la chancellerie que Louis XIII transportera ultérieurement à Pau.
La Maison du roi servait de maison commune ; la sénéchaussée en fit son siège en 1639.
Saint-Palais s'est développée grâce aux pèlerinages. Un édit de Louis XVI en novembre 1784 mit fin aux activités des hospices d'Utziat, d'Harambeltz à Ostabat et de Saint-Palais, pour former un hôpital à Saint-Palais, « étant la capitale de notre Royaume de Navarre ».
La loi du 4 mars 1790 met un point final aux particularités institutionnelles et aux privilèges locaux. Elle aboutit à la mise en place du département des Basses-Pyrénées, qui regroupe le Béarn, la Soule, la Basse-Navarre, le Labourd et les terres gasconnes de Bayonne et de Bidache.
Les trois provinces basques furent réorganisées en trois districts : Mauléon, Saint-Palais et Ustaritz
Le Directoire du nouveau département incita un grand nombre de municipalités à adopter de nouveaux noms conformes à l'esprit de la Révolution. Ainsi Saint-Palais s'appela Mont-Bidouze.
Le district de Saint-Palais comprenait les cantons de Bidache, Came, Garris, Iholdy, Larceveau, Ossès, Saint-Étienne-de-Baïgorry, Saint-Jean-Pied-de-Port, Saint-Martin-d'Arberoue et Saint-Palais.
Le canton de Saint-Palais était alors composé des communes d'Aïcirits, Amendeuix-Oneix, Arbérats-Sillègue, Arbouet-Sussaute, Béhasque-Lapiste, Camou-Mixe-Suhast, Gabat, Ilharre, Larribar-Sorhapuru, Orsanco, Saint-Palais et Uhart-Mixe.
La commune de Garris a été rattachée à Saint-Palais du 1er janvier 1967 au 1er janvier 1997.

## Politique et administration

### Liste des maires
| Période                                  | Période          | Identité                    | Étiquette   | Qualité           |
| ---------------------------------------- | ---------------- | --------------------------- | ----------- | ----------------- |
| Les données manquantes sont à compléter. |                  |                             |             |                   |
| avant 1800                               | 1818             | Jacques Pircou              |             |                   |
| 1818                                     | 1825             | Ovide d'Iriart d'Etchepare  | Royaliste   | Juge de Paix      |
| 1826                                     | 1830             | Lafaurie d'Etchepare        | Royaliste   |                   |
| 1831                                     | 1836 (décès)     | Jean-Baptiste Gambier       |             | Propriétaire      |
| 1836                                     | 1843             | François Théodore Ganderatz |             | Notaire           |
| 1843                                     | 1853             | d'Etchepare                 |             |                   |
| 1854                                     | 1861             | Gustave Diriart             |             | Notaire           |
| 1862                                     | 1875             | Féraud                      |             |                   |
| 1876                                     | 1888 (démission) | Edmond Baratchar            | Républicain | Négociant         |
| 1888                                     | 1891             | Léopold Etchart-Lohiol      | Républicain |                   |
| 1892                                     | 1911 (démission) | Léon Pradet-Balade          | Républicain | Avocat            |
| 1911                                     | 1918             | Blaise Guéraçague           |             | Juge de Paix      |
| 1918                                     |                  | Pierre Guéraçague           |             | Notaire           |
| 1977                                     | 1995             | Bernard Lassalle            |             | Expert-Géomètre   |
| 1995                                     | 2020             | Jean-Jacques Loustaudaudine | DVD         | Chef d'Entreprise |
| 2020                                     | en cours         | Charles Massondo            |             | Chef d'Entreprise |

### Intercommunalité
La commune appartient à huit structures intercommunales :
- la communauté d'agglomération du Pays Basque ;
- le syndicat AEP du pays de Mixe ;
- le syndicat d'assainissement collectif de Saint-Palais ;
- le syndicat d’énergie des Pyrénées-Atlantiques ;
- le syndicat intercommunal de regroupement pédagogique Ikas Bidea ;
- le syndicat intercommunal pour la gestion du centre Txakurrak ;
- le syndicat intercommunal pour le fonctionnement des écoles d'Amikuze ;
- le syndicat intercommunal pour le soutien à la culture basque.

Saint-Palais accueille le siège de six groupements :
- la communauté de communes d'Amikuze ;
- le syndicat AEP du pays de Mixe ;
- le syndicat d'assainissement collectif de Saint-Palais ;
- le syndicat de production d’eau d’Auterrive ;
- le syndicat intercommunal de regroupement pédagogique Ikas Bidea ;
- le syndicat mixte Baxe Nafarroa.

### Jumelages
Sangüesa (Espagne) depuis 1993. Sangüesa appartient à la Communauté forale de Navarre voisine.

## Population et société

### Démographie
L'évolution du nombre d'habitants est connue à travers les recensements de la population effectués dans la commune depuis 1793. Pour les communes de moins de 10 000 habitants, une enquête de recensement portant sur toute la population est réalisée tous les cinq ans, les populations de référence des années intermédiaires étant quant à elles estimées par interpolation ou extrapolation. Pour la commune, le premier recensement exhaustif entrant dans le cadre du nouveau dispositif a été réalisé en 2006.

En 2022, la commune comptait 2 155 habitants, en évolution de +16,99 % par rapport à 2016 (Pyrénées-Atlantiques : +3,78 %, France hors Mayotte : +2,11 %).
| 1793 | 1800 | 1806 | 1821  | 1831  | 1836  | 1841  | 1846  | 1851  |
| ---- | ---- | ---- | ----- | ----- | ----- | ----- | ----- | ----- |
| 730  | 747  | 890  | 1 133 | 1 354 | 1 445 | 1 619 | 1 741 | 1 784 |

| 1856  | 1861  | 1866  | 1872  | 1876  | 1881  | 1886  | 1891  | 1896  |
| ----- | ----- | ----- | ----- | ----- | ----- | ----- | ----- | ----- |
| 1 645 | 1 579 | 1 683 | 1 697 | 1 882 | 1 907 | 1 983 | 1 957 | 1 949 |

| 1901  | 1906  | 1911  | 1921  | 1926  | 1931  | 1936  | 1946  | 1954  |
| ----- | ----- | ----- | ----- | ----- | ----- | ----- | ----- | ----- |
| 1 836 | 1 861 | 1 856 | 1 738 | 1 744 | 1 741 | 1 772 | 1 783 | 1 745 |

| 1962  | 1968  | 1975  | 1982  | 1990  | 1999  | 2006  | 2011  | 2016  |
| ----- | ----- | ----- | ----- | ----- | ----- | ----- | ----- | ----- |
| 1 840 | 2 164 | 2 128 | 2 097 | 2 055 | 1 701 | 1 874 | 1 856 | 1 842 |

| 2021  | 2022  | - | - | - | - | - | - | - |
| ----- | ----- | - | - | - | - | - | - | - |
| 2 052 | 2 155 | - | - | - | - | - | - | - |

### Enseignement
La commune dispose de quatre écoles : l'école maternelle publique, l'école primaire privée Etchecopar, l'école primaire privée Amikuzeko Ikastola et l'école primaire publique. L'école Amikuzeko Ikastola propose un enseignement basque par immersion alors que les trois autres écoles proposent un enseignement bilingue français-basque à parité horaire.
La commune dispose également de deux collèges (collège public Léon-Bérard et collège privé Etchecopar) et d'un lycée d'enseignement agricole privé (lycée Jean Errecart).

## Économie
La commune fait partie de la zone d'appellation de l'Ossau-Iraty.

## Sports
- L'Union sportive de Saint-Palais Amikuze engagée en championnat de France de rugby à XV de 3e division fédérale 2017-2018. Reléguée en Honneur la saison suivante l'USSP remonte en Fédérale 3 en 2020-2021 ;
- La commune accueille le départ de la 11e étape du Tour d'Espagne 2019.

## Culture locale et patrimoine

### Fêtes locales
- Mi-juillet : fêtes de la Madeleine, en blanc et bleu.
- Août : festival de force basque, l'un des plus importants (chaque dimanche qui suit le 15 août)[59].

### Patrimoine civil

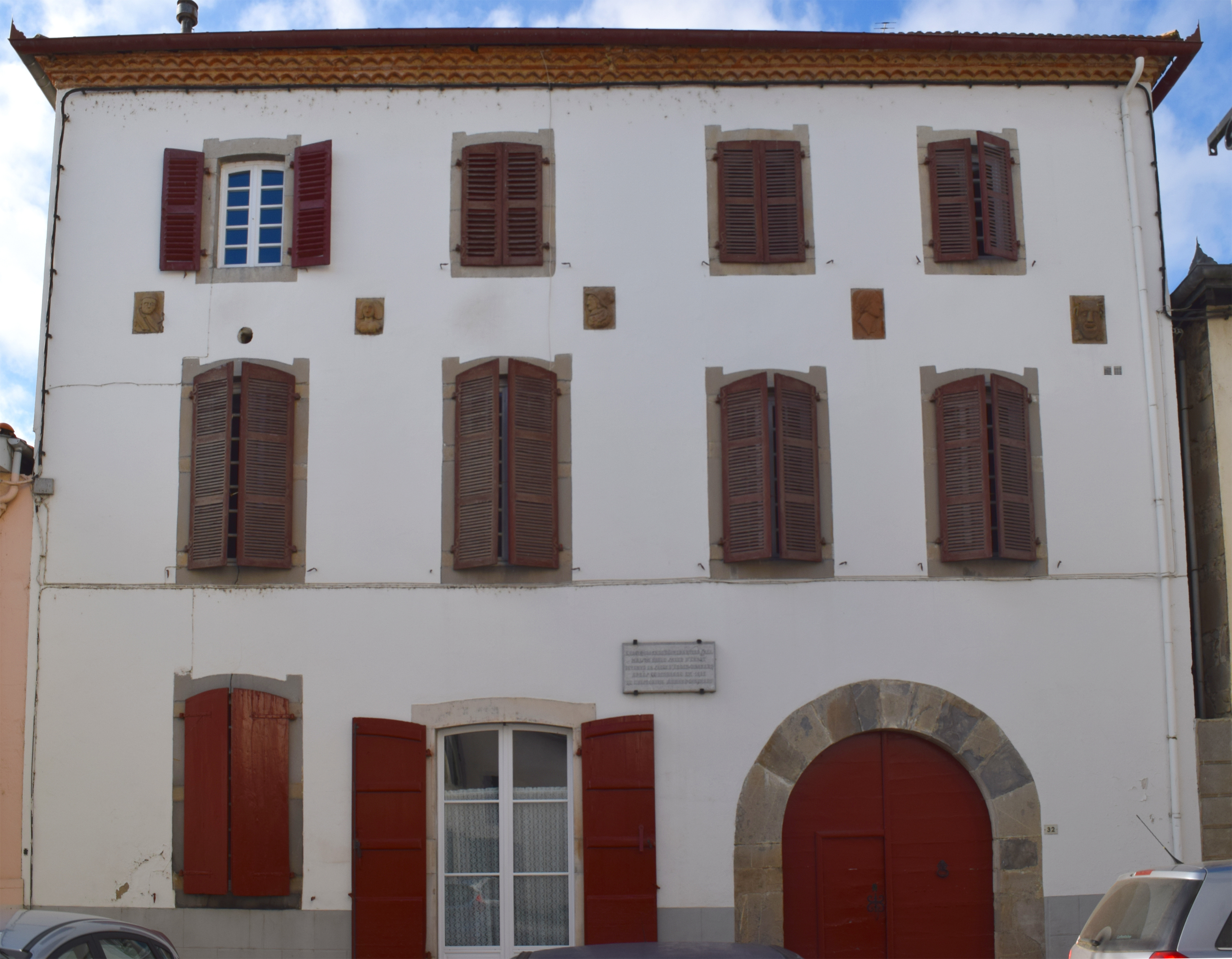
Maison noble d'Erdoy-Oyhenart.

#### La maison noble d'Erdoy-Oyhenart
Cette bâtisse face à l'église Saint-Paul est la salle d'Erdoy, ancienne maison noble, dont l'héritière Jeanne épousera l'historien mauléonnais Arnauld Oihénart en 1627. Plus couramment appelée « la maison des têtes », pour les cinq bas-reliefs qui ornent sa façade. De gauche à droite les bustes de Henri II, sa fille Jeanne d'Albret et Henri III de Navarre (le futur Henri IV). Les deux autres bustes, une femme et un diable sont postérieurs et ont été placés à la suite de l'agrandissement de la maison. 
L'Hôtel de La Monnaie

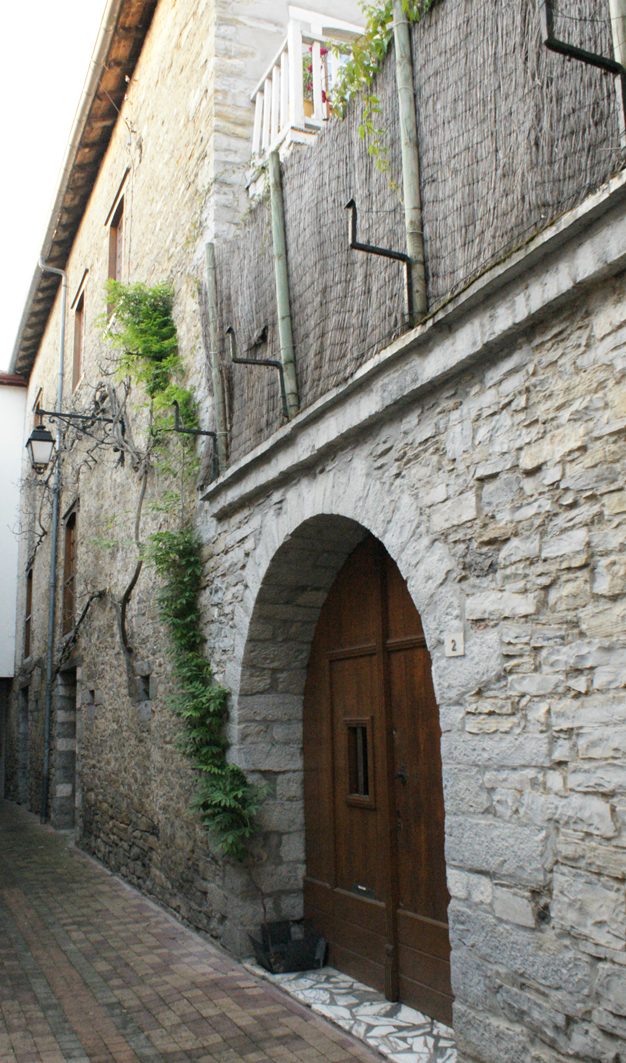
Hôtel de La Monnaie.

Lorsque Charles II de Navarre autorise Saint-Palais à battre monnaie, il installe son atelier dans la Maison noble d'Angelu en 1351. À sa création, Saint-Palais comptait environ 300 habitant dont 100 qui travaillaient à la Monnaie (60 faisaient fondre le métal et 40 le frappaient). L'atelier sera démantelé en 1672.

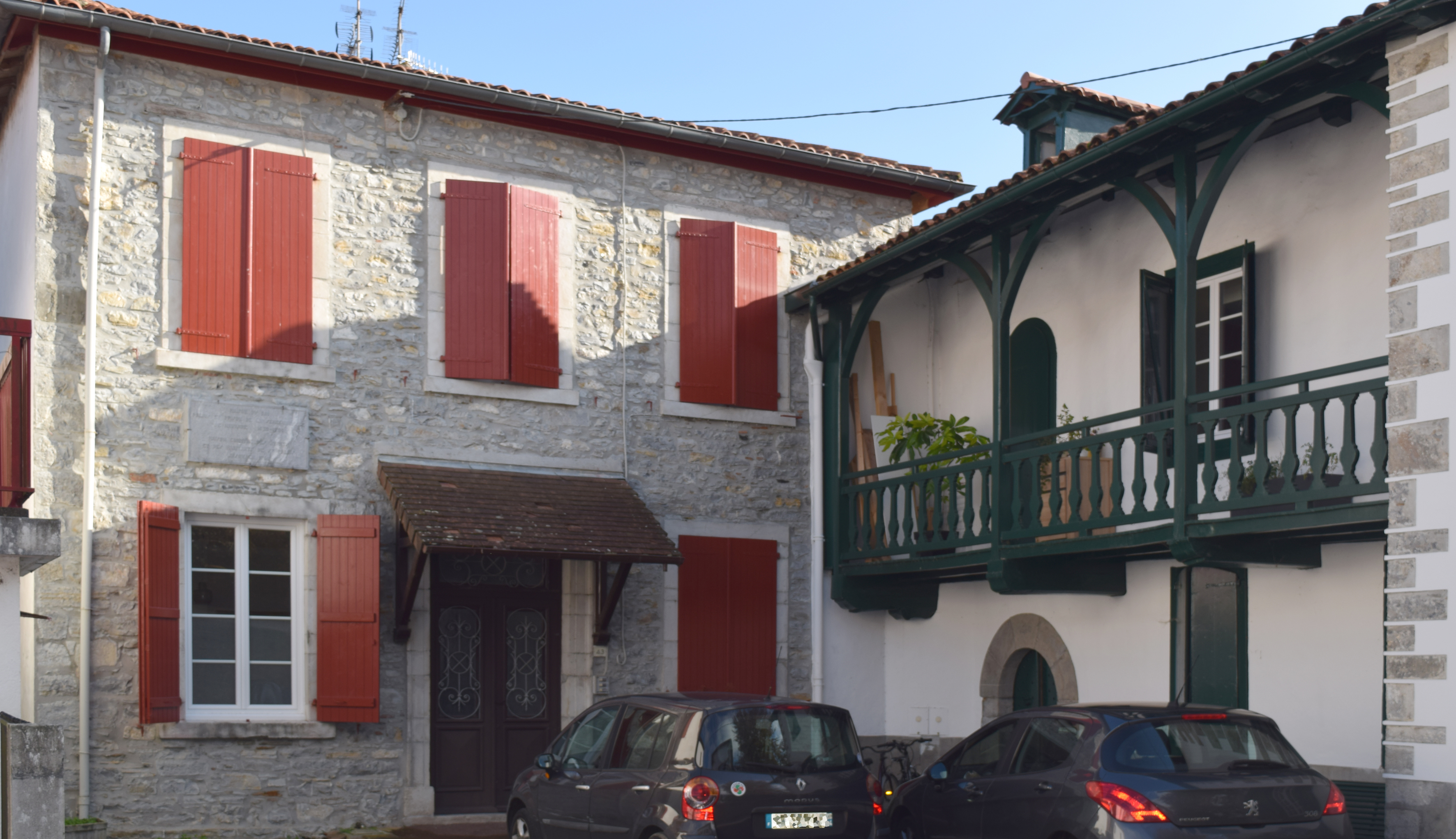
Maison du Roi.

#### La maison du Roi
Ancien palais et prison de la sénéchaussée de Navarre de 1639 à 1790. Maison commune des habitants de Saint-Palais jusqu'à 1760.
Siège des Jurats. La noblesse était convoquée au « son de cloche », et délibérait avec les jurats pour régler les affaires communes. Les jurats disposaient de pouvoir de police et de basse justice. En 1606, ils étaient au nombre de quatre, choisis parmi les maîtres de maison, renouvelables par moitié tous les ans. Avec les jurats étaient désignés six prud'hommes, renouvelés tous les ans, qui secondaient la sénéchaussée et les jurats, dans l'administration de la ville. Ces six prud'hommes étaient préférés aux réunions tapageuses et inefficaces des réunions des maîtres de maisons.
En 1700, était désigné un régent qui devait instruire « les enfants de la communauté et les y élever dans la crainte de Dieu ».

### Patrimoine environnemental
Le bois de la ville : ancien lavoir et circuit d'interprétation de la flore locale situé route d'Iholdy.

### Patrimoine religieux

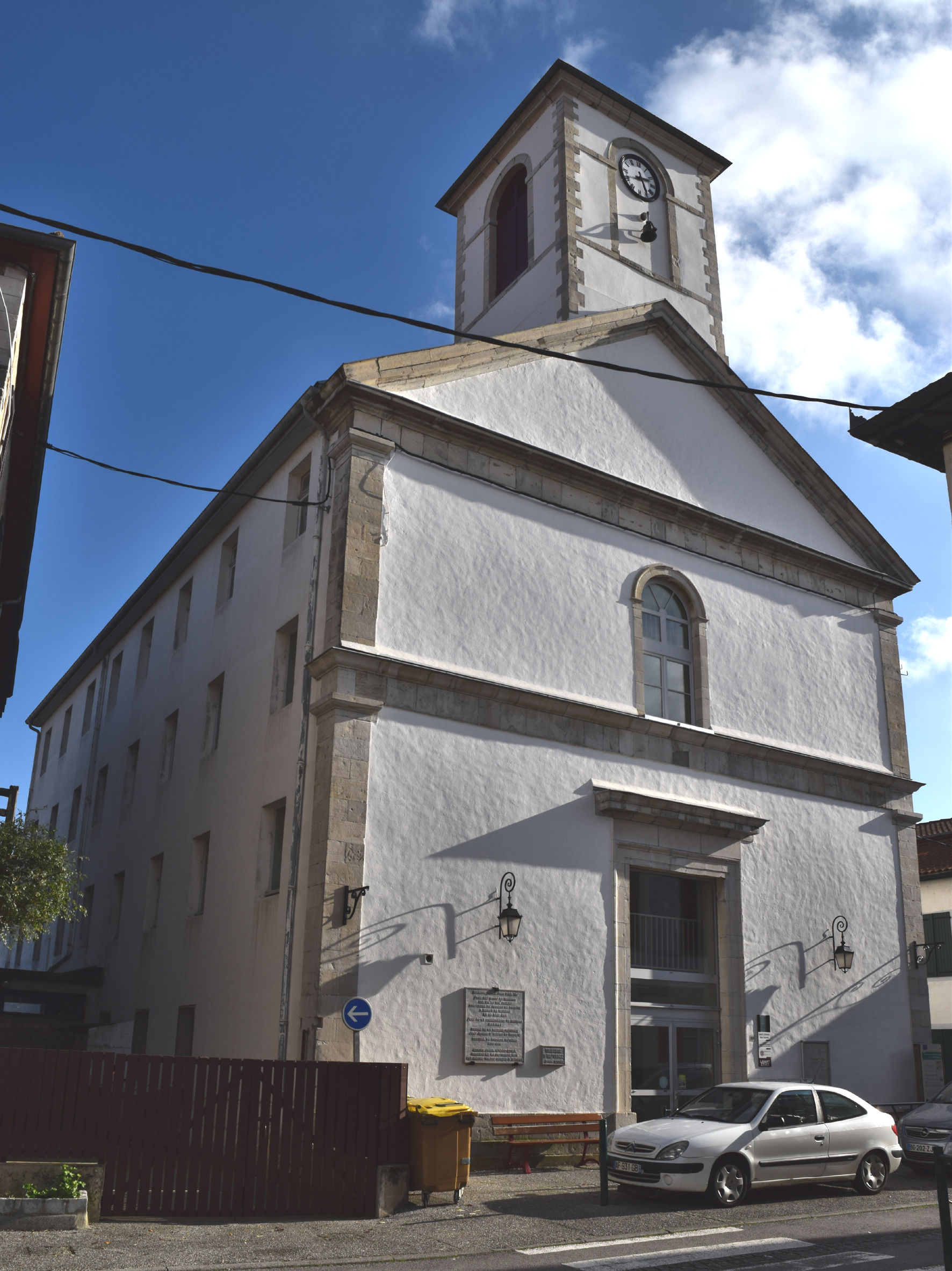
Église Saint-Paul

#### L'église Saint-Paul
Construite au Moyen Âge, elle abrita les premiers États généraux de Navarre en 1523.
Elle devient un temple de la religion réformée sous Jeanne d’Albret et Henri IV.
En 1524 elle abrite le chancelier de Navarre qui fait régner la justice dans le royaume jusqu'en 1624.
Le tribunal de justice qui échut à Saint Palais s'y installe en 1790.
L'église Sainte-Marie-Madeleine

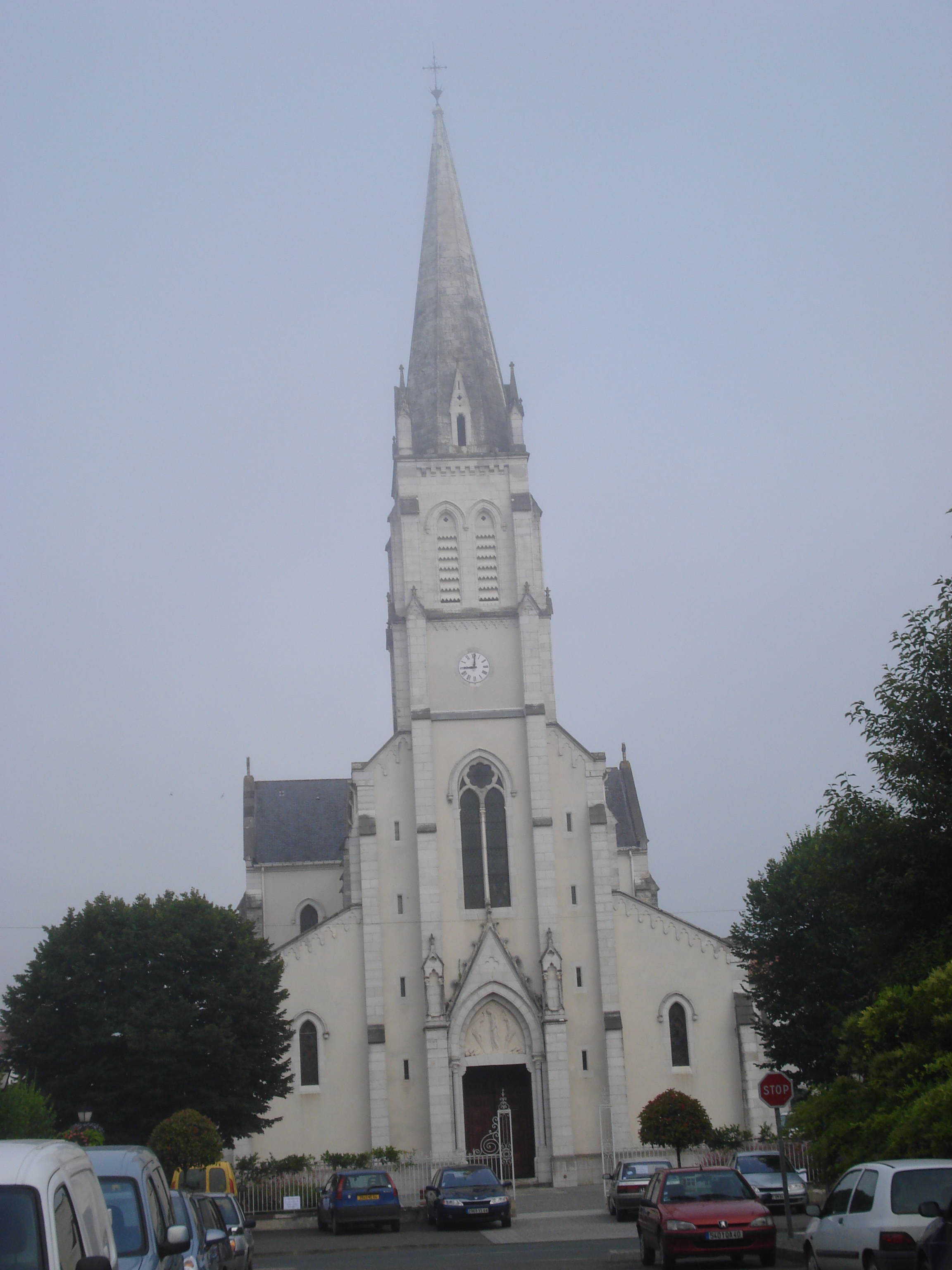
L'église Sainte-Marie-Madeleine.

L'église néo-gothique est construite entre 1869 et 1874 à partir d'un projet de 1866, grâce à un don du banquier Théodore d'Arthez-Lassalle. Les 35 verrières du verrier bayonnais Gustave-Pierre Dagrand sont mises en place entre 1872 et 1879. L'édifice conserve trois pièces de l'ancienne Saint-Paul : un tableau de l'apôtre, une Vierge dorée et un sarcophage. En 1888, Théodore d’Arthez Lassalle offre à la paroisse un orgue de facture Cavaillé-Coll. Classé monument historique en 1980 et restauré en 1986, il est toujours en fonctionnement.

#### Le monastère des franciscains
Les Franciscains s'installent à Saint Palais au XIXe siècle. Le monastère a été désacralisé pour être transformé en centre culturel.

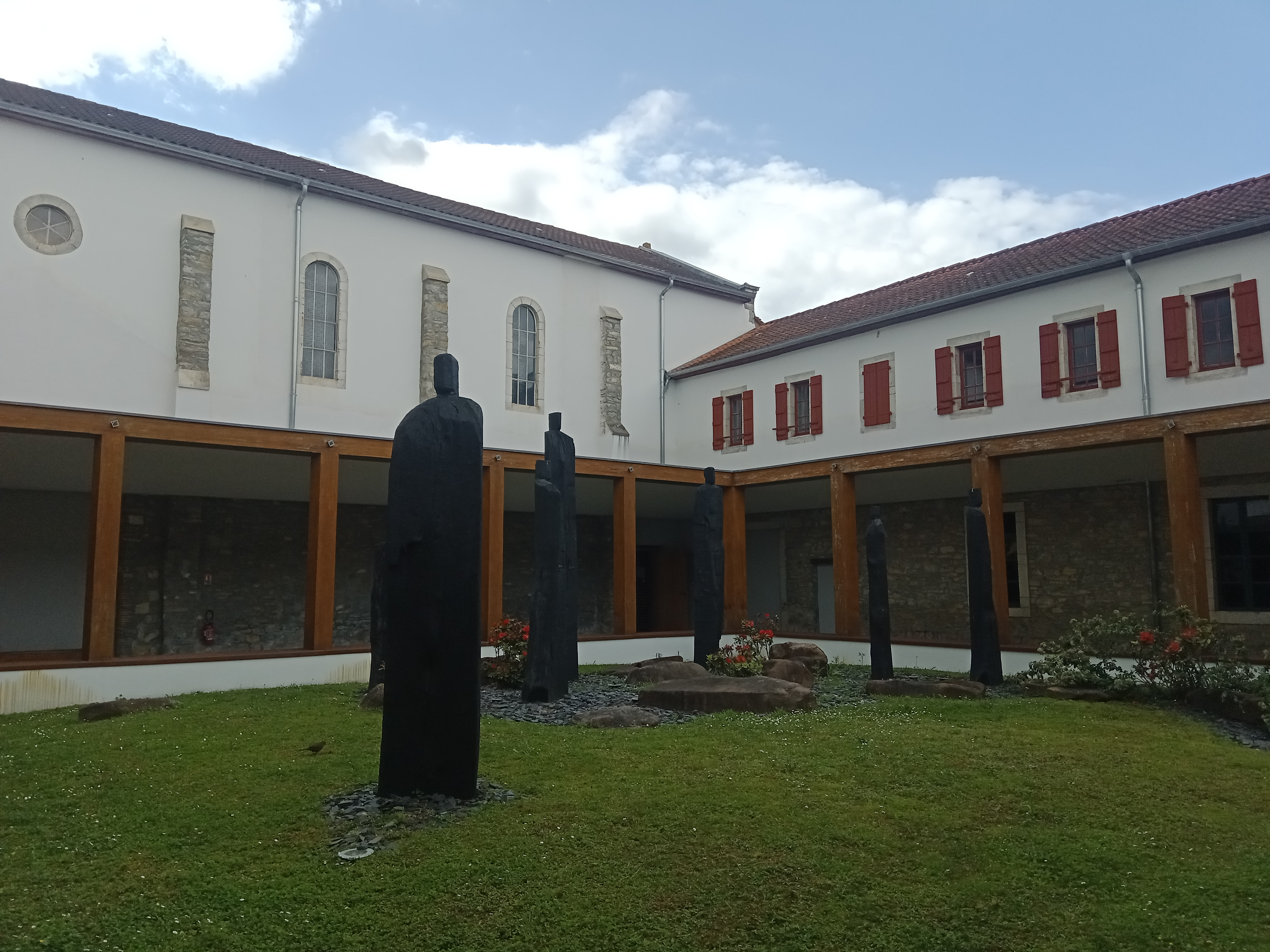
L'ancien couvent des Franciscains, transformé en gîte, accueille les pèlerins du chemin de Saint-Jacques. Une partie des bâtiments est devenue Espace Culturel Bideak de la ville.

#### Le pèlerinage de Compostelle
Saint-Palais est située sur la via Podiensis du pèlerinage de Saint-Jacques-de-Compostelle. La ville se trouve également sur la voie de Vézelay du chemin de Compostelle. Pour ces raisons, Saint-Palais possède un gîte d'étape municipal, transformé de l'ancien couvent des Franciscains. Avec ses bénévoles, il accueille les pèlerins à partir d'avril jusqu'en octobre.
Il est à noter qu'au temps d'Aimery Picaud, qui décrit les chemins initiaux, la ville de Saint-Palais n'existait pas. Pour que ces deux chemins se rejoignent, il y avait Garris, à 3 km à l'ouest, au sommet de la crête (qui pourrait avoir été Carassa, sur la voie romaine Bordeaux - Astorga). De nos jours, la ville de Saint-Palais est une étape importante, qui dispose les pharmacies, les commerces et les hébergements pour les pèlerins.

### Centres et équipements culturels
L’Espace Chemins-Bideak, est un espace culturel installé dans ledit ancien couvent franciscain. Il comprend un jardin paysager, un parc, des expositions temporaires et permanentes, une grande fresque en bande-dessinée racontant l'histoire de la Navarre et de la Basse-Navarre, un cloître et un auditorium.
Le musée de Basse-Navarre relate l’histoire de la Basse Navarre et de Saint-Palais : la période préhistorique, la présence romaine, les villes neuves, la chancellerie de Navarre, l’hôtel de la monnaie de Saint-Palais, la pelote basque, Saint-Palais au XIXe siècle, les chemins de Saint-Jacques de Compostelle, l’artisanat, l’art lapidaire et l’agriculture.

### Le journal de Saint-Palais
Le journal de Saint-Palais est un hebdomadaire paraissant sans interruption depuis sa création par l’imprimeur Marcelin Clèdes le 28 décembre 1884. Son autorisation de publier a été maintenue en 1944 malgré son contenu dans les années précédentes. Il est aujourd'hui publié par une association.

### Personnalités liées à la commune

#### Nées auXVIesiècle
Arnauld Oihénart, né en 1592 à Mauléon et mort en 1668 à Saint-Palais, est un avocat et juriste poète, linguiste, historien et parémiographe de langue basque.

#### Nées auXIXesiècle
- Alexandre Clerget (1856-1931), sculpteur, né à Saint-Palais.
- Louis d'Iriart d'Etchepare, né en 1859 à Pau et décédé en 1945 à Saint-Palais, est un homme politique français.
- Léon Pradet-Balade (1863-1931), homme politique né à Saint-Palais, maire de Saint-Palais, député des Basses-Pyrénées de 1900 à 1914.

#### Nées auXXesiècle
- Maurice Celhay, né le 17 mai 1911 à Saint-Palais et décédé en 1980, est un joueur français de rugby à XV, ayant joué au poste de trois-quarts centre ou ailier gauche à l'Aviron bayonnais et en sélection nationale. Sa carrière fut d'une longévité exemplaire. Il possède le plus beau palmarès individuel du club, et fut le capitaine de son équipe lors des phases finales des championnats en 1943 et 1944 ;
- Xavier d’Iribarne, né en 1911 à Saint-Palais, ingénieur en aéronautique ;
- Jean Urruty, né en 1912 à Saint-Palais, champion de France de pelote basque à main nue junior à 17 ans, puis champion de France senior à joko garbi, rebot, main nue et pasaka. Il remporte la coupe Wendel en 1930 ;
- Pierre Hurmic, né en 1955 à Saint-Palais, avocat et homme politique français, maire de Bordeaux ;
- Pascal Idieder, né en 1982 à Saint-Palais, est un joueur de rugby à XV français qui évoluait au poste de pilier, notamment au CA Brive ;
- Thierry Berhabé, né en 1982 à Saint-Palais, est un joueur de rugby à XV français qui joue au poste de pilier au Stade aurillacois ;
- Adrien Figueiredo, né en 1984 à Saint-Palais, est un joueur de rugby à XV et à sept français occupant le poste d'ailier au Stade rochelais ;
- Simon Ternisien, né en 1987 à Saint-Palais, est un joueur de rugby à XV français qui tient le poste de centre au Stade montois.

#### Nées auXXIesiècle
- Max Spring, né en 2001 est un joueur de rugby à XV au Racing 92[71].

### Héraldique

#### Anciennes armoiries de Saint-Palais
| Blason | Blasonnement : De gueules aux rais d'escarboucle pommetés et fermés d'or, allumés en cœur de sinople. Commentaires : Les armes de Saint-Palais avec l'ancien écu du royaume de Navarre surmonté d'une couronne royale. |

#### Armoiries modernes de Saint-Palais
| Blason | Blasonnement : De gueules aux chaînes d’or posées en pal, en sautoir et orle, chargées en cœur d’une émeraude au naturel. Commentaires : Les armes de Saint-Palais avec l'écu moderne du royaume de Navarre surmonté d'une couronne royale. |

#### Écu de la Maison noble d'Angelu, l'hôtel de la Monnaie
| Blason | Blasonnement : De gueules au chef losangé d'or et d'azur de deux tires. |